# سیارک ۸۷۱۷
سیارک ۸۷۱۷ (به انگلیسی: 8717 Richviktorov، نامگذاری:1995SN29) هشت هزار و هفتصد و هفدهمین سیارک کشف شده‌است که در ۲۶ سپتامبر ۱۹۹۵ کشف شد.
قدر مطلق سیارک برابر ۳۳.۸ است.